# Tetramorium pullulum
Tetramorium pullulum är en myrart som beskrevs av Santschi 1924. Tetramorium pullulum ingår i släktet Tetramorium och familjen myror. Inga underarter finns listade i Catalogue of Life.

## Bildgalleri

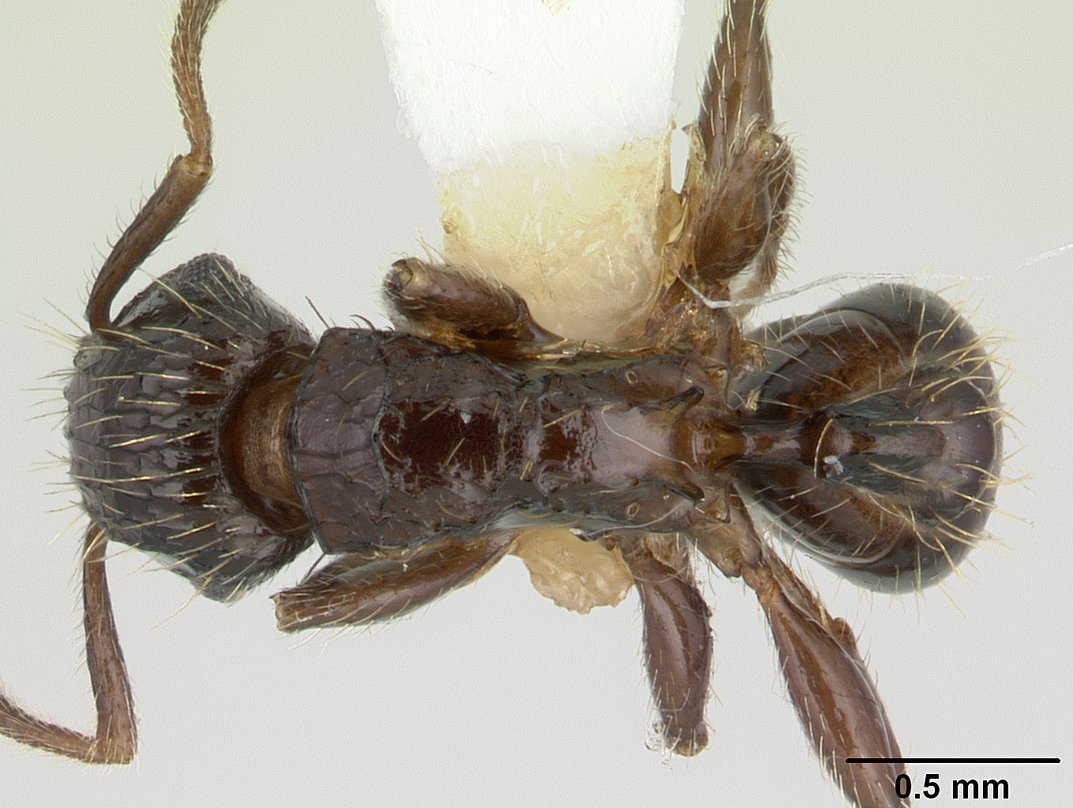
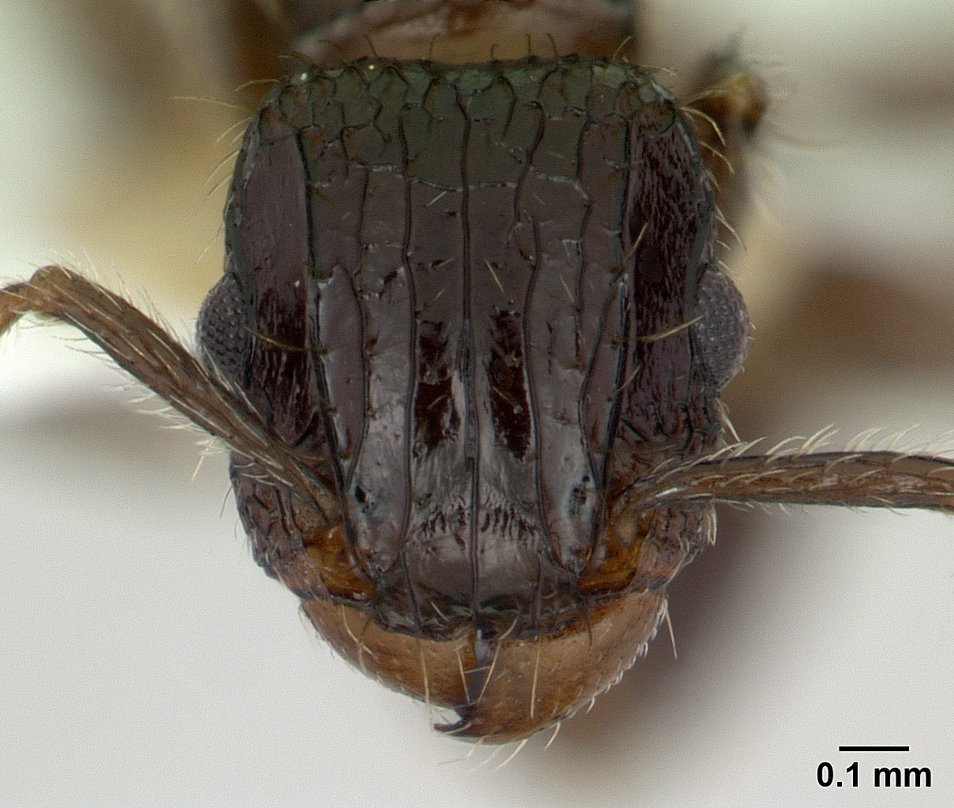
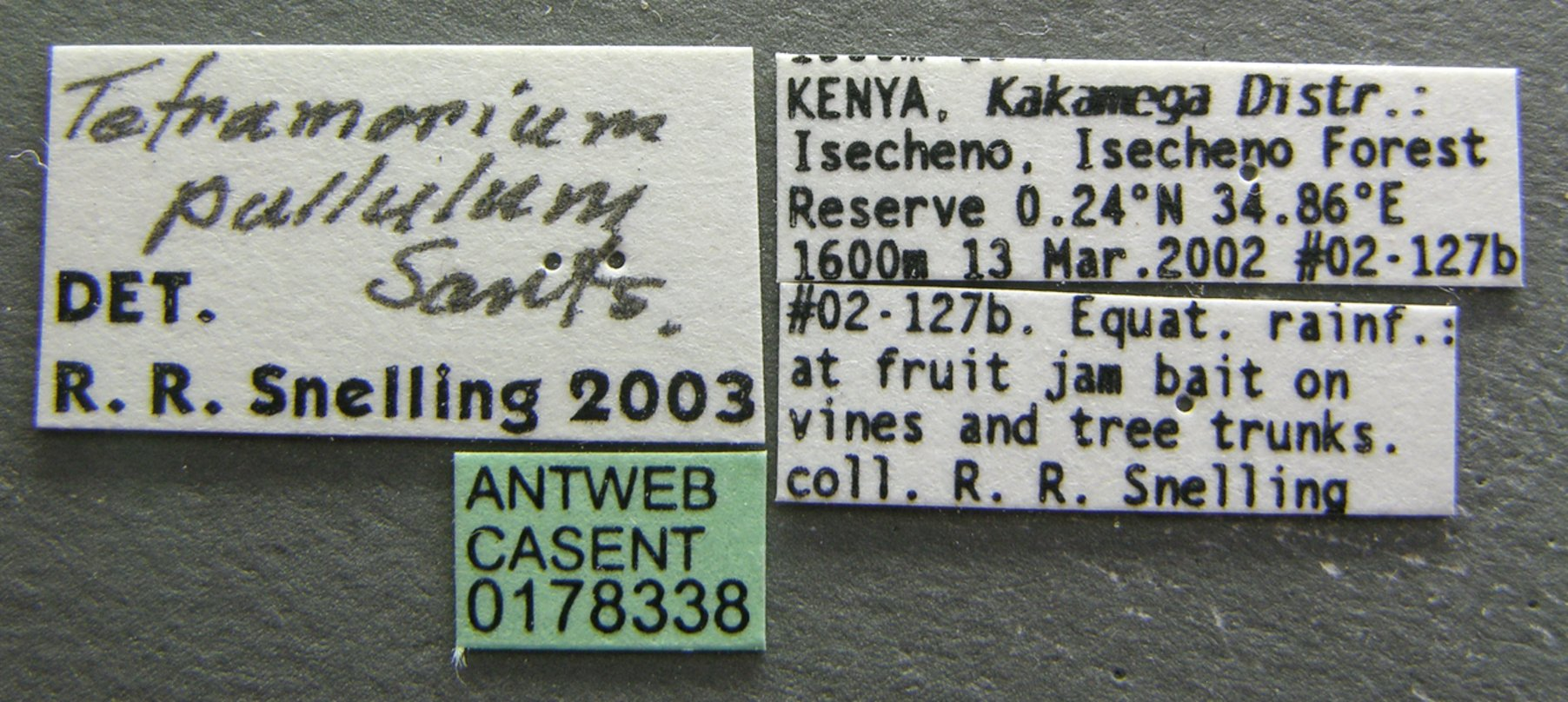
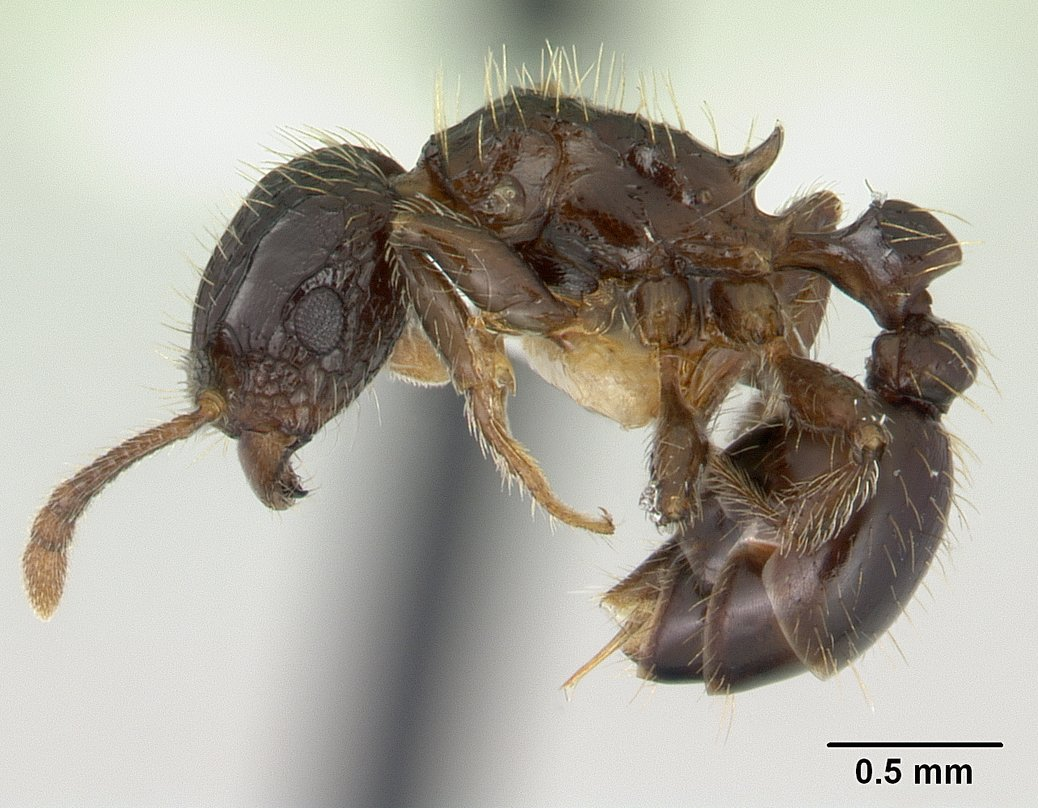